# Chris Langridge
Chris Langridge (Epsom, 2 maggio 1985) è un giocatore di badminton britannico.

## Palmarès
- Olimpiadi

Rio de Janeiro 2016: bronzo nel doppio maschile.
- Giochi europei

Minsk 2019: oro nel doppio maschile.
- Europei

La Roche-sur-Yon 2016: bronzo nel doppio maschile.
- Campionati europei a squadre miste

Mosca 2013: bronzo.
- Giochi del Commonwealth

Glasgow 2014: argento del doppio misto e a squadre miste, bronzo nel doppio maschile.